# Дана Розмері Скеллон
Дана Розмарі Скеллон (англ. Dana Rosemary Scallon, уродж. Розмарі Браун (англ. Rosemary Brown), нар. 30 серпня 1951, Лондон) — ірландська співачка і політикеса, переможниця конкурсу пісні Євробачення 1970 року.

## Життєпис
Дана Скеллон народилася 1951 року у Північному Лондоні на вулиці Фредеріка, Іслінгтон. У п'ятирічному віці разом з батьками переїхала на батьківщину батька до північноірландського міста Деррі.
Дівчина займалася співами з дитинства. У 1969 році вперше брала участь в ірландському національному відборі до конкурсу пісні Євробачення, але зайняла друге місце. Будучи громадянкою Великої Британії, в 1970 році під сценічним псевдонімом Дана представляла на Євробаченні Ірландію, де виборола перше місце з піснею «All kinds of everything». При цьому, весь номер вона виконувала, сидячи на великому барабані.
Завдяки перемозі на Євробаченні 1970 року вона стала популярною. Вона почала зніматись у фільмах. У 1971 році зіграла дівчину у дитячому пригодницькому фільмі «Політ голубів» (1971) режисера Ральфа Нельсона, у якому також знялися Рон Муді та Джек Вайлд.
Новий етап у її кар'єрі розпочався після того, як Папа Риммський Іоан Павло ІІ приїхав до Ірландії у вересні 1979 року, надихнувши її записати разом із чоловіком альбом ірландською мовою. Наприкінці 1970-х років Дана Розмері Скеллон стала однією з провідних у світі виконавиць католицької музики.
На початку 1980-х років разом із чоловіком переїхала до США, де займалася релігійною діяльністю. Після повернення до Ірландії, в 1997 році висунула свою кандидатуру на президентських виборах, сенсаційно посівши на них третє місце. У 1999 році як незалежна кандидатка перемогла на виборах до Європарламенту, депутатом якого залишалася до 2004 року. У 2004 році знову намагалася виставити свою кандидатуру в президенти, але безуспішно. У політиці є прихильницею збереження традиційних сімейних цінностей, виступаючи проти легалізації абортів та одностатевих шлюбів.
Після невдач у політиці у 2005 році знову повернулась до шоу-бізнесу. Вона провела сім тижнів у телевізійному серіалі RTÉ «Післяобіднє шоу». Наступного 2006 року брала участь у танцювальному шоу «TÉ dance series Celebrity Jigs 'n' Reels», де з партнером Ронан Маккормак потрапили до фінального шоу і вибороли друге місце. Того ж року Скаллон та її чоловік запустили власний музичний лейбл DS Music Productions.
У 2008 році закликала Ірландію відмовитися від участі в конкурсі Євробачення, після того як представником країни на конкурсі був обраний ляльковий індик Дастін.

## Дискографія
- 1970 All Kinds of Everything
- 1974 The World of Dana
- 1975 Have a Nice Day
- 1976 Love Songs and Fairytales
- 1979 The Girl is Back
- 1980 Everything is Beautiful
- 1981 Totally Yours
- 1982 Magic
- 1983 Let There Be Love
- 1984 Please Tell Him That I Said Hello
- 1985 If I Give My Heart to You
- 1987 In the Palm Of His Hand
- 1987 No Greater Love
- 1989 The Gift of Love
- 1990 All Kinds of Everything (compilation)
- 1991 Dana's Ireland
- 1991 The Rosary
- 1992 Lady of Knock
- 1993 Hail Holy Queen
- 1993 Say Yes!
- 1995 The Healing Rosary
- 1996 Dana The Collection
- 1997 Humble Myself
- 1997 Forever Christmas
- 1997 Heavenly Portrait
- 1998 The Best of Dana
- 1998 Stations of The Cross
- 2004 Perfect Gift
- 2005 In Memory of Me
- 2006 Totus Tuus
- 2007 Good Morning Jesus!